# Серпокрилець мадагаскарський
Серпокрилець мадагаскарський (Cypsiurus gracilis) — вид птахів родини серпокрильцевих (Apodidae).

## Систематика
Він дуже схожий на серпокрильця пальмового (Cypsiurus parvus), з яким раніше вважався однорідним. Вид був відділений на основі відмінностей у вокалізації та забарвленні оперення.

## Поширення
Вид широко поширений і звичайний на Мадагаскарі та Коморських островах.